# カルキュレーション
カルキュレーション（Calculation、Broken Intervals）は、ソリティアのひとつである。難しさが初期状態に左右されるため、運の要素もあるが、非常に思考力を要求するタイプのソリティアのひとつ。

## 遊び方
- ジョーカーを除く52枚のカードを使用する。スート（マーク）は考慮しない。
- A、2、3、4を1枚ずつ取り出しそれぞれを台札とする。
- 残り48枚をよく切って裏向きにし山札とする。
- 山札から1枚とって表に向け手札とする。
- 以下のような順序を満たすときは手札を台札の上に置くことができる（あえて置かなくてもよい）。

| 台 札 | A | 2 | 3 | 4 | 5  | 6 | 7 | 8 | 9  | 10 | J | Q  | K |
| 台 札 | 2 | 4 | 6 | 8 | 10 | Q | A | 3 | 5  | 7  | 9 | J  | K |
| 台 札 | 3 | 6 | 9 | Q | 2  | 5 | 8 | J | A  | 4  | 7 | 10 | K |
| 台 札 | 4 | 8 | Q | 3 | 7  | J | 2 | 6 | 10 | A  | 5 | 9  | K |

- 手札を台札の上に置かないときは4カ所ある場のいずれかの一番上に置き場札とする。
- 一番上の場札を上記の順序にしたがい台札につなげることができるときはいつでも台札の上に移動させてよい。場札を他の場札へ移動させてはいけない。台札を移動させることはできない。
- 手札を台札または場札（もしくは場）の上に置いたら山札からまた1枚とって手札とし、同じことを繰り返す。
- 最終的に山札と場札がなくなり4カ所の台札の一番上がすべて K になれば成功である。

慣れないうちは難しいが、熟達すると非常に成功率が高くなるゲームである。
開始時に台札を置かず山札52枚から始める、場札を置く場を3カ所とする、などのバリエーションがある。